# بخش عطاملک
بخش عطاملک یکی از بخش‌های شهرستان جوین در غرب استان خراسان رضوی ایران است. تأسیس این بخش در جلسه هیئت وزیران در تاریخ ۲۹ مهر ۱۳۸۶ به تصویب رسید.

## تقسیمات کشوری
بخش عطاملک به مرکزیت شهر حکم‌آباد دارای دو دهستان است:
- دهستان‌ها:
  - دهستان حکم‌آباد
  - دهستان زرین

## جمعیت
بنابر سرشماری مرکز آمار ایران، جمعیت بخش عطاملک در سال ۱۳۹۰ برابر ۱۵٬۳۷۲ نفر (۴٬۴۲۷ خانوار) است.
پس از شهر حکم آباد که مرکز بخش است، روستاهای کلاته عرب، خرم‌آباد و بداغ آباد پرجمعیت‌ترین روستاهای این بخش است.